# John Akii-Bua
John Akii-Bua (Lira, 3 de desembre de 1950 - Kampala, 20 de juny de 1997) fou un atleta ugandès de 400 metres tanques.
Akii-Bua provenia una família polígama de Lira, al nord d'Uganda. Era un dels aproximadament 50 fills que el seu pare havia tingut amb les seves nombroses dones. Va començar la seva carrera atlètica com tanquista en la prova de 110 metres tanques, encara que no va aconseguir classificar-se per als Jocs Olímpics de Mèxic 1968. Va ser l'entrenador britànic Malcolm Arnold qui li va animar a provar en els 400 metres tanques. Després de ser 4t en aquesta prova en els Jocs de la Commonwealth de 1970 a Edimburg, Akii-Bua no estava entre els favorits per a guanyar l'or en els Jocs Olímpics de Múnic 1972, ja que mai havia baixat de 49 segons, i a més tenia molt poca experiència competitiva.
En la final de la seva prova disputada el 2 de setembre en l'Estadi Olímpic de Múnic, els favorits eren el britànic campió olímpic a Mèxic '68 i plusmarquista mundial David Hemery, i el nord-americà Ralph Mann. Hemery va sortir molt fort i va arribar primer als 200 metres, però Akii-Bua i Mann li seguien de prop. Finalment Akii-Bua va superar clarament als seus rivals i va acabar guanyant la medalla d'or amb un nou rècord mundial de 47,82 batent àmpliament el rècord anterior d'Hemery, que era de 48,12. Akii-Bua era per tant el primer atleta a baixar la barrera dels 48 segons. El nord-americà Mann va ser plata (48.51) i Hemery es va haver de conformar amb el bronze (48.52).
Era la primera medalla olímpica en la història d'Uganda i això li va convertir en un heroi nacional. El dictador Idi Amin el va satisfer d'honors i li va regalar una casa en Kampala. Després dels jocs va seguir competint habitualment en els 400 m tanques, encara que mai va tornar a acostar-se a la seva marca de Múnic. Malgrat tot tenia possibilitats de revalidar el seu títol olímpic en els Jocs de Montreal 1976. No obstant això el boicot de la majoria de països africans a aquests Jocs li va impedir acudir a la cita. A més, a Montreal, el nord-americà Edwin Moses li arrabassaria el seu rècord del món.
Després del derrocament d'Idi Amin el 1979 Akii-Bua es va exiliar amb la seva família a Alemanya. Va participar en els Jocs Olímpics de Moscou 1980, però ja molt lluny de la seva millor forma, i va ser eliminat en les semifinals. Quatre anys després va participar també en els Jocs Olímpics de Los Angeles 1984, no passant aquesta vegada de la primera ronda.
John Akii-Bua retornà a Uganda el 1987, y el 1990 es va fer policia.
Morí el 1997 als 46 anys. Va rebre un funeral d'estat. funeral